# 경복비즈니스고등학교
경복비즈니스고등학교(慶福비즈니스高等學校)는 대한민국 서울특별시 강서구 등촌동에 있는 사립 고등학교이다.

## 학교 연혁
- 1971년 5월 31일 : 학교법인 경복학원 설립인가, 초대 이사장 지봉(志奉) 박후진 선생 취임
- 1971년 12월 27일 : 경복여자상업고등학교 설립 인가
- 1972년 3월 4일 : 경복여자상업고등학교(주간부) 개교 7학급
- 1972년 3월 4일 : 서울특별시 서초구 서초1동 1687번지
- 1972년 3월 4일 : 초대 교장 박영성 박사 취임
- 1974년 3월 5일 : 야간부 개교 8학급
- 1988년 5월 15일 : 교사 신축 이전(서울특별시 강서구 등촌동 131)
- 1995년 7월 5일 : 학교법인 경향학원(京鄕學園)으로 법인명 변경
- 1995년 9월 19일 : 경복여자정보산업고등학교로 교명 변경. 정보처리과 7학급, 상업과 7학급 인가
- 1998년 4월 15일 : 경향관 및 지하주차장 완공
- 2006년 10월 26일 : IT비즈니스 분야 특성화고등학교 지정
- 2007년 9월 10일 : 경복비즈니스고등학교로 교명변경, 학칙변경 국제관광비즈니스과 2학급, 디자인비즈니스과 2학급, IT비즈니스과 6학급으로 총 10학급
- 2012년 9월 26일 : 개교 40주년 기념행사 및 역사관 개관
- 2013년 6월 28일 : 학과 개편 승인(디자인비즈니스과 폐지, 국제통상과 신설)
- 2013년 8월 4일 : 제5대 이사장 석기현 박사 취임
- 2019년 9월 1일 : 제13대 교장 김성일 선생 취임
- 2022년 6월 28일: 학과 재구조화 승인(콘텐츠디자인과 2학급 신설)
- 2023년 4월 21일: 서울형 마이스터고 선도학교 선정
- 2024년 1월 8일: 제50회 124명 졸업, 총 41,859명

## 설치 학과
- 국제통상과
- IT 비즈니스과
- 국제관광비즈니스과
- 콘텐츠디자인과

## 참고 자료
- 경복비즈니스고등학교 - 한국교육학술정보원 학교알리미